# 高橋功一 (1971年生の投手)
高橋 功一（たかはし こういち、1971年7月2日 - ）は、秋田県能代市出身の元プロ野球選手（投手）。

## 来歴・人物
能代高では3年春に県大会優勝し、東北大会でも決勝へ進むが大越基（仙台育英高）と投げ合うも敗退。1989年のプロ野球ドラフト会議でオリックス・ブレーブスから3位指名を受け入団。前身である阪急ブレーブスのエース、山田久志氏《現・全日本少年硬式野球連盟（ヤングリーグ）会長》は同校の先輩にあたる。
入団以後4年目までは制球難や膝の故障などにより一軍登板が無かったが、5年目の1994年には高校先輩の山田久志がコーチとなりスネーク投法を武器に初の一軍に昇格し、初先発となった日本ハム戦で好投し、続く西武戦ではプロ初勝利を挙げるなど、主に先発、ロングリリーフといった登板でこの年6勝2敗の好成績を残す。スリークォーターからのカーブ、スローカーブ、シュート、スライダー、フォークが武器。
1995年は主に先発として自己最多の7勝を挙げ、初のリーグ優勝に貢献。同年の日本シリーズ第5戦にも先発した。
2000年には、リリーフとしてチーム最多及び自己最多となる49試合に登板するも、同年に痛めた肩の故障により2001年は一軍登板は無く現役を引退。
引退後は、2002年から球団職員（スコアラー）としてチームに携わる。2009年をもって退団した。
2015年1月30日に学生野球資格を回復。現在は、兵庫県加古郡播磨町に事務所を置く「野球屋」代表。野球スクール及び少年硬式野球チーム(ヤングリーグ・東加古川レッドアローズ）の運営にあたっている。年末の帰省時には地元能代市でも野球教室を開いている。

## 詳細情報

### 年度別投手成績
| 年 度     | 球 団      | 登 板 | 先 発 | 完 投 | 完 封 | 無 四 球 | 勝 利 | 敗 戦 | セ 丨 ブ | ホ 丨 ル ド | 勝 率 | 打 者 | 投 球 回 | 被 安 打 | 被 本 塁 打 | 与 四 球 | 敬 遠 | 与 死 球 | 奪 三 振 | 暴 投 | ボ 丨 ク | 失 点 | 自 責 点 | 防 御 率 | W H I P |
| --------- | ---------- | ----- | ----- | ----- | ----- | -------- | ----- | ----- | -------- | ----------- | ----- | ----- | -------- | -------- | ----------- | -------- | ----- | -------- | -------- | ----- | -------- | ----- | -------- | -------- | ------- |
| 1994      | オリックス | 20    | 8     | 1     | 0     | 0        | 6     | 2     | 0        | --          | .750  | 314   | 70.0     | 77       | 4           | 32       | 1     | 4        | 45       | 2     | 0        | 38    | 35       | 4.50     | 1.56    |
| 1995      | オリックス | 18    | 15    | 4     | 1     | 0        | 7     | 6     | 0        | --          | .538  | 449   | 104.2    | 100      | 7           | 41       | 1     | 3        | 68       | 2     | 0        | 39    | 31       | 2.67     | 1.35    |
| 1996      | オリックス | 8     | 2     | 0     | 0     | 0        | 0     | 2     | 0        | --          | .000  | 104   | 24.0     | 25       | 2           | 8        | 0     | 1        | 16       | 0     | 0        | 14    | 13       | 4.88     | 1.38    |
| 1997      | オリックス | 13    | 4     | 0     | 0     | 0        | 2     | 0     | 0        | --          | 1.000 | 135   | 30.1     | 32       | 2           | 13       | 0     | 1        | 15       | 1     | 0        | 14    | 10       | 2.97     | 1.48    |
| 1998      | オリックス | 21    | 12    | 1     | 1     | 0        | 4     | 5     | 0        | --          | .444  | 353   | 83.2     | 83       | 6           | 29       | 0     | 4        | 57       | 0     | 0        | 27    | 27       | 2.90     | 1.34    |
| 1999      | オリックス | 35    | 8     | 0     | 0     | 0        | 3     | 6     | 0        | --          | .333  | 307   | 68.0     | 69       | 9           | 40       | 2     | 2        | 40       | 1     | 1        | 40    | 38       | 5.03     | 1.60    |
| 2000      | オリックス | 49    | 1     | 0     | 0     | 0        | 2     | 2     | 0        | --          | .500  | 258   | 58.0     | 53       | 10          | 37       | 2     | 0        | 42       | 6     | 0        | 33    | 32       | 4.97     | 1.55    |
| 通算：7年 | 通算：7年  | 164   | 50    | 6     | 2     | 0        | 24    | 23    | 0        | --          | .511  | 1920  | 438.2    | 439      | 40          | 200      | 6     | 15       | 283      | 12    | 1        | 205   | 186      | 3.82     | 1.46    |

### 記録
- 初登板：1994年5月29日、対西武ライオンズ7回戦（西武ライオンズ球場）、8回裏1死に3番手で救援登板・完了、2/3回無失点
- 初奪三振：同上、8回裏に吉竹春樹から
- 初先発：1994年6月2日、対日本ハムファイターズ12回戦（グリーンスタジアム神戸）、6回0/3を無失点
- 初勝利・初先発勝利：1994年6月17日、対西武ライオンズ11回戦（グリーンスタジアム神戸）、5回1/3を2失点（自責点1）
- 初完投勝利：1994年7月15日、対近鉄バファローズ13回戦（グリーンスタジアム神戸）、9回3失点
- 初完封勝利：1995年9月30日、対近鉄バファローズ25回戦（グリーンスタジアム神戸）
- 先発・毎回奪三振：1994年7月15日、対近鉄バファローズ戦（11奪三振：グリーンスタジアム神戸）

### 背番号
- 41 （1990年 - 2001年）